# جان بوکسر
جان بوکسر (انگلیسی: John Boxer؛ ۲۵ آوریل ۱۹۰۹ – ۲۲ اوت ۱۹۸۲) یک هنرپیشه اهل بریتانیا بود.

## فیلم‌شناسی
- فلایینگ فورترس
- جایی که خدمت می‌کنیم
- پی‌پت دشتی
- گاندی
- جنون
- قایم موشک
- پل رودخانه کوای
- خنده در بهشت
- خیانت ملی